# إبراهيم الآلوسي (شيخ)
الشيخ إبراهيم الآلوسي، عالِم وقاضي وواعظ وداعية وفقيه ومحدث وخطاط، وهو إبراهيم بن محمد ثابت بن نعمان خير الدين بن المفسر محمود أبو الثناء الآلوسي، ولد إبراهيم في شهر ربيع الأول 1308هـ/1890م، في مدينة كربلاء عندما كان والده يشغل منصب القاضي فيها، وقد نظم تاريخ ولادته عمه علي علاء الدين الآلوسي بأبيات قصيدة يخاطب بها جده الشيخ نعمان خير الدين الآلوسي ويقول فيها:

## نشأته ودراسته
ولما بلغ قرأ وتعلم القرآن في مدينة الاحساء عندما كان والده قاضيا فيها، وبعدها عاد إلى بغداد ودخل المدرسة الابتدائية ونال شهادتها ثم دخل الإعدادية الملكية، وقبل ان يتخرج، تركها ودخل مدرسة مرجان العلمية فدرس العلوم الدينية على العلامة الشيخ محمد المانع النجدي، والشيخ يحيى الوتري المدرس في المدرسة الأحمدية في بغداد، وقد أجازه الإجازة العلمية.
وفي خلال ذلك الوقت أجتهد في طلب العلم عند خاله رئيس المدرسين الامام محمود شكري الآلوسي، وأخذ عنه إجازة الخط، وكان يكتب كتبه ومؤلفاته بخطهِ، ومن آثارهِ الخطية بعض المخطوطات في المكتبة القادرية، وكذلك أخذ عن خاله إجازة في علوم النحو والصرف واللغة العربية كما لازم عمه الشيخ علي علاء الدين الآلوسي، وتلقى عنه علوما كثيرة حتى اجازه باجازة خاصة في علم الحديث، واجازة أخرى في العلوم الدينية أجمع وقرأ أيضا على مفتي بغداد ومدرس مدرستي القادرية والقبلانية الشيخ يوسف العطاء ثم دخل مدرسة الحقوق العثمانية في العراق، ولما بلغ الصف الثالث منها اغلقت بسبب بداية الحرب العالمية الأولى، فألتحق بالجيش العثماني برتبة ضابط احتياط، ولما انتهت الحرب العالمية وفتحت مدرسة الحقوق بعد الاحتلال البريطاني أكمل الدراسة فيها ونال شهادة الحقوق، وذلك عام 1921م.
وهو من أحفاد أبو الثناء الآلوسي، حيث عرفت هذه الأسرة الآلوسية بما أنجبته من العلماء والفضلاء والأدباء ويرجع نسبها إلى سبط النبي محمد فهي أسرة علوية النسب.

## أعماله ومنجزاته
- أول وظائفه في زمن الدولة العثمانية حينما كان طالبا في مدرسة الحقوق عين كاتبا في المحكمة الشرعية في الكاظمية، وبقى فيها مدة وجيزة حتى ألغيت وظيفته.
- في عام 1339 هـ/1920م، عين اماما في جامع مرجان وأمينا للمكتبة النعمانية في نفس الجامع وبعد الاحتلال صار وكيلا عن عمه الشيخ علي علاء الدين الآلوسي في التدريس بمدرسة الشيخ صندل.
- في عام 1340 هـ/1921م صار مدرسًا في مدرسة السيد سلطان علي أيضا.
- في عام 1342 هـ/1923م تم نقلهُ إلى مدرسة مرجان حيث عين مدرسا واماما وأمينا للمكتبة وذلك من تاريخ 1 آب 1924م، ولغاية 1927م، ثم أستقال من وظيفته أمينا للمكتبة عام 1928م.
- في عام 1930م كان الشيخ إبراهيم يعظ ويعطي الدروس الفقهية في شهر رمضان في جامع عادلة خاتون، ثم عين نائبا لقاضي بغداد من عام 1357هـ/1938م، ولغاية 1359هـ/1940م.
- عين بعد ذلك بمنصب القاضي الأول لمدينة بغداد في عام 1360هـ/1941م، ولغاية 1366هـ/1946م.
- ثم عين بمنصب رئيس المجلس العلمي في مديرية الأوقاف العامة عام 1367هـ/1947م، ثم عين عضوا في مجلس التمييز الشرعي نهاية عام 1367 هـ/1947م.

## وفاته
توفي الشيخ إبراهيم الآلوسي في تاريخ 7 رمضان 1370 هـ/12 حزيران 1951م، ودفن في مقبرة الشيخ معروف الكرخي بجانب الكرخ من بغداد، قرب مرقد جنيد البغدادي.